# Nationale Offensive
Die Nationale Offensive (NO) war eine rechtsextreme Vereinigung, die 1992 nach dem Vereinsgesetz verboten wurde.

## Geschichte
Die Nationale Offensive wurde von ehemaligen FAP-Mitgliedern, die von der Ausrichtung ihrer alten Partei nicht mehr überzeugt waren und mit dem Vorsitzenden Friedhelm Busse nicht zufrieden waren, gegründet. Maßgeblich an der Gründung war Michael Swierczek beteiligt. Eng verbunden war die Initiative mit dem Komitee zur Vorbereitung der Feierlichkeiten zum 100. Geburtstag Adolf Hitlers (KAH).
Die Organisation wurde am 3. Juli 1990 gegründet und war vor allem in Bayern aktiv. 1990 versuchte die NO an der Landtagswahl in Bayern teilzunehmen, scheiterte jedoch an fehlenden Unterstützerunterschriften. 1991 kam es zu steigenden Mitgliedszahlen. 1992 trat sie bei Kommunalwahlen in Singen und Konstanz an, erreichte aber lediglich 0,2 % der Stimmen. Zudem trat sie bei der Landtagswahl in Baden-Württemberg 1992 an und erreichte landesweit 183 Stimmen.
Als Publikation gab die NO eine monatlich erscheinende Zeitung unter dem Titel Deutscher Beobachter – Zeitung der Nationalen Offensive heraus, die in einer Auflage von 500 bis 800 Exemplaren erschien.
Am 21. Dezember 1992 wurde die Nationale Offensive als Verein von Innenminister Rudolf Seiters als Verein verboten, da der Vereinszweck gegen die verfassungsmäßige Grundordnung gerichtet war.

## Ideologie
Die Nationale Offensive verstand sich als kämpferische Partei. Die ideologische Ausrichtung war rassistisch und ausländerfeindlich. Ziele waren eine Verschärfung des Asylrechts und eine Rückführung von Ausländern in ihre Heimatländer, des Weiteren ein Austritt Deutschlands aus der NATO sowie ein härteres Vorgehen gegen die Drogenkriminalität. Innerhalb der rechtsextremen Szene machte die NO vor allem im Umfeld der Rudolf-Heß-Gedenkmärsche in Wunsiedel auf sich aufmerksam.
Enge Kontakte bestanden neben der KAH zur Nationalen Liste, der Nationalistischen Front, mit denen 1990 ein gemeinsamer Parteitag abgehalten wurde. 1991 knüpfte man Kontakte zur Nationalen Alternative und bot im Rahmen einer Kooperation gemeinsame „Führungsseminare“ an. Im Ausland bestanden Kontakte vor allem in den osteuropäischen Raum und zur US-amerikanischen NSDAP-Aufbauorganisation.

## Mitglieder
Bekannte Kader und Mitglieder waren neben Michael Swierczek, Christian Malcoci, Jürgen Mosler, Constantin Mayer, Christian Sennlaub, Christian Scholz, Josef Rösch und Günter Boschütz.